# Мисс Скарлет и Герцог
Мисс Скарлет и Герцог (англ. Miss Scarlet and The Duke) — британо-ирландский телесериал в жанре криминальной исторической драмы, созданный Рэйчел Нью, в главных ролях — Кейт Филлипс и Стюарт Мартин.

## Сюжет
Действие сериала происходит в викторианском Лондоне. Элиза Скарлет остаётся без гроша после смерти отца.
Единственным очевидным вариантом финансовой безопасности является замужество. Но Элиза решает продолжить дело отца, став частным детективом. Проблема в том, что для успешной деятельности по раскрытию преступлений во времена доминирования мужского пола, ей необходим напарник-мужчина. И вскоре Элиза начинает сотрудничество с бабником и грубияном, работающим детективом-инспектором Скотланд-Ярда, Уильямом Веллингтоном, по прозвищу «Герцог».

## В ролях
= Главные роли
     = Второстепенные роли
| Актёр               | Персонаж                   | Появление в сезонах | Появление в сезонах | Появление в сезонах | Появление в сезонах | Появление в сезонах | Появление в сезонах | Появление в сезонах |
| Актёр               | Персонаж                   | 1                   | 2                   | 3                   | 4                   | 5                   | Всего эпизодов      |                     |
| ------------------- | -------------------------- | ------------------- | ------------------- | ------------------- | ------------------- | ------------------- | ------------------- | ------------------- |
| Кейт Филлипс        | Элиза Скарлет              | 6                   | 6                   | 6                   | 6                   | 6                   | 30                  |                     |
| Лола Блу            | Элиза Скарлет              | 1                   | -                   | -                   | -                   | -                   | 1                   |                     |
| Лора Маркус         | Элиза Скарлет              | -                   | -                   | -                   | 2                   | -                   | 2                   |                     |
| Стюарт Мартин       | Уильям «Герцог» Веллингтон | 6                   | 6                   | 5                   | 6                   | -                   | 29                  |                     |
| Мэтт Олсон          | Уильям «Герцог» Веллингтон | -                   | -                   | -                   | 2                   | -                   | 2                   |                     |
| Кэти Бэлтон         | Айви Вудс                  | 6                   | 4                   | 4                   | 6                   |                     | 20                  |                     |
| Ансу Кабиа          | Моисей Валентайн           | 5                   | 4                   | 4                   | -                   | -                   | 13                  |                     |
| Саймон Ладдерс      | Барнабус Поттс             | 4                   | 4                   | 2                   | 3                   |                     | 13                  |                     |
| Дэнни Мидуинтер     | Фрэнк Дженкинс             | 6                   | -                   | -                   | -                   | -                   | 6                   |                     |
| Эндрю Гауэр         | Руперт Паркер              | 5                   | -                   | -                   | -                   | -                   | 5                   |                     |
| Иван Николич        | Руперт Паркер              | -                   | -                   | -                   | 1                   | -                   | 1                   |                     |
| Хелен Нортон        | миссис Паркер              | 2                   | 2                   | -                   | 1                   | 1                   | 6                   |                     |
| Кевин Дойл          | Генри Скарлет              | 5                   | -                   | -                   | -                   | -                   | 5                   |                     |
| Тим Дауни           | Генри Скарлет              | -                   | -                   | -                   | 1                   | -                   | 1                   |                     |
| Ник Даннинг         | суперинтендант Стирлинг    | 4                   | -                   | -                   | -                   | -                   | 4                   |                     |
| Мэттью Мэлоун       | констебль Кларенс Ханичерч | 5                   | -                   | -                   | -                   | -                   | 5                   |                     |
| Ричард Эванс        | Герр Хильдегард            | 4                   | -                   | -                   | -                   | -                   | 4                   |                     |
| Эми Макаллистер     | Тилли Хильдеард            | 3                   | -                   | -                   | -                   | -                   | 3                   |                     |
| Иэн Пайн            | суперинтендант Монро       | -                   | 6                   | -                   | -                   | -                   | 6                   |                     |
| Эван Маккейб        | Оливер Фицрой              | -                   | 6                   | 5                   | 4                   |                     | 15                  |                     |
| Тим Чиппинг         | сержант Чарли Фелпс        | -                   | 5                   | 2                   | 4                   |                     | 11                  |                     |
| Феликс Скотт        | Патрик Нэш                 | -                   | 2                   | 2                   | 3                   |                     | 7                   |                     |
| Джесси Кейв         | Гарриет «Хэтти» Паркер     | -                   | 4                   | -                   | -                   | -                   | 4                   |                     |
| Оливер Крис         | Бейзил Синклейр            | -                   | 2                   | 1                   | 1                   | -                   | 4                   |                     |
| Лора Роллинс        | Клементина                 | -                   | 3                   | 1                   | -                   | -                   | 4                   |                     |
| Брайан Бовелл       | Соломон                    | -                   | 1                   | 4                   | -                   | 1                   | 6                   |                     |
| София Робертсон     | Арабелла Акастер           | -                   | -                   | 4                   | 1                   | -                   | 5                   |                     |
| Пол Бейзли          | Кларенс Петтигрю           | -                   | -                   | -                   | 5                   |                     | 5                   |                     |
| Том Дюрант-Притчард | Александр Блейк            | -                   | -                   | -                   | -                   |                     |                     |                     |

Основные герои
- Кейт Филлипс — Элиза Скарлет, частный детектив. С 4 сезона заместитель Патрика Нэша;
  - Лола Блу — Элиза в детстве (1 сезон);
  - Лора Маркус — Элиза в отрочестве (4 сезон);
- Стюарт Мартин — инспектор Уильям «Герцог» Веллингтон. Имеет чувства к Элизе. В конце 4 сезона уезжает в Нью-Йорк (1-4 сезоны);
  - Мэтт Олсон — Уильям в молодости (4 сезон);
- Кэти Бэлтон[англ.] — Айви Вудс, домработница Элизы;
- Ансу Кабиа[англ.] — Моисей Валентайн. Мелкий преступник, помогающий Элизе в роли информатора и сборщика долгов. В конце 3 сезоне уезжает во Францию (1-3 сезоны);
- Саймон Ладдерс[англ.] — коронер Барнабус Поттс. Противостоит мисс Скарлет в допущении её в морг, но позже смягчается в связи с отношениями с Айви;
- Дэнни Мидуинтер — сержант Фрэнк Дженкинс, помощник инспектора Веллингтона (1 сезон);
- Эндрю Гауэр[англ.] — Руперт Паркер, друг и инвестор Элизы (1 сезон);
  - Иван Николич — Руперт в отрочестве (4 сезон);
- Кевин Дойл — Генри Скарлет, частный детектив. Покойный отец Элизы (1 сезон);
  - Тим Дауни[англ.] — Генри Скарлет в молодости (4 сезон);
- Ник Даннинг — суперинтендант Стирлинг (1 сезон);
- Иэн Пайн — суперинтендант Монро, преемник Стирлинга (2 сезон);
- Эван Маккейб — Оливер Фицрой, новый детектив и сын комиссара полиции (со 2 сезона);
- Тим Чиппинг — сержант Чарли Фелпс, коллега Уильяма (со 2 сезона);
- Феликс Скотт[англ.] — Патрик Нэш, частный детектив со своим агентством «Нэш и сыновья». Хотел завербовать Элизу к себе (со 2 сезона);
- Пол Бейзли[англ.] — Кларенс Петтигрю, бухгалтер Нэша (с 4 сезона);
- Том Дюрант-Притчард — инспектор Александр Блейк, приехал на замену Герцогу. Бывший военный (5 сезон).

Второстепенные герои
- Хелен Нортон — миссис Паркер, вредная арендодательница семьи Скарлет. Мать Руперта, пытается его сватать с Элизой;
- Мэттью Мэлоун — констебль Кларенс Ханичерч (1 сезон);
- Ричард Эванс — Герр Хильдегард, гробовщик, знакомый Генри (1 сезон);
- Эми Макаллистер[англ.] — Тилли Хильдеард, племянница мистера Хильдегарда (1 сезон);
- Джесси Кейв — Гарриет «Хэтти» Паркер, племянница и компаньонка миссис Паркер (2 сезон);
- Оливер Крис — Бейзил Синклейр, журналист, специализирующийся на криминальных историях (со 2 сезона);
- Лора Роллинс[англ.] — Клементина, проститутка и подруга Моисея, иногда помогающая Элизе (2 сезон);
- Брайан Бовелл — Соломон, владелец магазина (со 2 сезона);
- София Робертсон — Арабелла Акастер, школьная подруга Элизы и владелица ресторана. Имела отношения с Герцогом (3-4 сезоны);
- Руби Сиддл — София Блейк, дочь инспектора Блейка (5 сезон).

## Эпизоды
| Сезон | Серии | Серии | Даты показа    | Даты показа     |
| Сезон | Серии | Серии | Первая серия   | Последняя серия |
| ----- | ----- | ----- | -------------- | --------------- |
| 1     | 6     | 6     | 31 марта 2020  | 5 мая 2020      |
| 2     | 6     | 6     | 14 июня 2022   | 19 июля 2022    |
| 3     | 6     | 6     | 8 января 2023  | 12 февраля 2023 |
| 4     | 6     | 6     | 7 января 2024  | 11 февраля 2024 |
| 5     | 6     | 6     | 15 января 2025 | 16 февраля 2025 |

### 1 сезон (2020)
| № | Название                                          | Режиссёр       | Автор сценария | Дата премьеры  | Зрители U.K. (млн) |
| --- | ------------------------------------------------- | -------------- | -------------- | -------------- | ------------------ |
| 1 | «Наследство» «Inheritance»                        | Деклан О’Двайр | Рэйчел Нью     | 31 марта 2020  | н/д                |
| После смерти отца, работавшего частным детективом, Элиза Скарлет пытается сама взяться за расследование, утверждая, что её отец всё ещё жив. Но расследование усложняется, когда Элиза осознаёт, что ей манипулировали, чтобы мошенник вступил в права на наследство своей жены. С помощью давнего протеже её отца, детектива Уильяма Веллингтона (которого называют «Герцог»), Элизе удаётся найти лазейку, это приводит к аресту мошенника и освобождению его жены.                                 |                                                   |                |                |                |                    |
| 2 | «Женщина в красном» «The Woman in Red»            | Деклан О’Двайр | Рэйчел Нью     | 7 апреля 2020  | н/д                |
| Отчаянно нуждаясь в деньгах, Элиза берётся за почти невозможное расследование, пытаясь доказать невиновность человека, найденного на месте убийства с окровавленным ножом в руке, при этом ещё и признавшего себя виновным. |                                                   |                |                |                |                    |
| 3 | «Не словом, а делом» «Deeds not Words»            | Деклан О’Двайр | Рэйчел Нью     | 14 апреля 2020 | н/д                |
| Герцог нанимает Элизу, чтобы она работала под прикрытием и внедрилась в группу женщин, готовящихся к участию в избирательной кампании. |                                                   |                |                |                |                    |
| 4 | «Помни о смерти» «Memento Mori»                   | Деклан О’Двайр | Бен Эдвардс    | 21 апреля 2020 | н/д                |
| В детективное агентство к Элизе обращается напуганный человек, который получает странные и угрожающие послания с того света. |                                                   |                |                |                |                    |
| 5 | «Тюремная камера 99» «Cell 99»                    | Деклан О’Двайр | Бен Эдвардс    | 28 апреля 2020 | н/д                |
| Изучение отцовского журнала расследований приводит Элизу в заброшенную тюрьму на окраине Лондона. Она и Герцог исследуют кажущееся пустым здание, но вскоре обнаруживают, что это убежище преступной группировки. |                                                   |                |                |                |                    |
| 6 | «Дело Генри Скарлета» «The Case of Henry Scarlet» | Деклан О’Двайр | Рэйчел Нью     | 5 мая 2020     | н/д                |
| Элиза отчаянно пытается выяснить причину смерти своего отца, обнаруживая, что он умер совсем не от сердечного приступа, как предполагалось ранее. Вдобавок выясняется, что Моисей, пресловутый ямайский плут, к которому Элиза часто обращалась за помощью, как-то связан со смертью её отца. Продвигаясь в расследовании, она осознаёт, что мир не состоит из крайностей и некоторые люди совсем не те, кем кажутся. Это будет самое опасное расследование из всех, что были в её карьере детектива! |                                                   |                |                |                |                    |

### 2 сезон (2022)
| № | № в сезоне | Название                                         | Режиссёр      | Автор сценария           | Дата премьеры | Зрители (млн) |
| --- | ---------- | ------------------------------------------------ | ------------- | ------------------------ | ------------- | ------------- |
| 7 | 1          | «Ящик Пандоры» «Pandora's Box»                   | Стив Хьюз     | Рэйчел Нью               | 14 июня 2022  | н/д           |
| Элизу нанимают для расследования исчезновения молодой женщины, которая работает в магазине Вентворта.                                                                           |            |                                                  |               |                          |               |               |
| 8 | 2          | «Мотылёк «Чёрная ведьма»» «The Black Witch Moth» | Стив Хьюз     | Рэйчел Нью               | 21 июня 2022  | н/д           |
| Страховая компания нанимает Элизу для расследования кражи редкого эскиза Чарльза Дарвина.                                                                                       |            |                                                  |               |                          |               |               |
| 9 | 3          | «Могила нищего» «A Pauper's Grave»               | Стив Хьюз     | Рэйчел Нью               | 28 июня       | TBD           |
| Элизу обвиняют в проникновении в городской морг и краже документов, но последующее расследование выявляет связь с серией прошлых краж.                                          |            |                                                  |               |                          |               |               |
| 10 | 4          | «Ангел ада» «Angel of Inferno»                   | Иван Живкович | Рэйчел Нью               | 5 июля 2022   | н/д           |
| Элизу нанимает доктор-шарлатан, чтоб выяснить шантажиста. Тем временем, конкурующий частный детектив Патрик Нэш пытается заставить её присоединиться к его агентству.           |            |                                                  |               |                          |               |               |
| 11 | 5          | «Четверть до полуночи» «Quarter to Midnight»     | Иван Живкович | Бен Эдвардс              | 12 июля 2022  | н/д           |
| Герцогу предлагают повышение до главного инспектора, но для этого требуется переехать в Глазго. Тем временем, Элиза обнаруживает, что убийство вдохновлено детективным романом. |            |                                                  |               |                          |               |               |
| 12 | 6          | «Предложение» «The Proposal»                     | Иван Живкович | Бен Эдвардс и Рэйчел Нью | 19 июля 2022  | н/д           |
| Неизвестный нападает на Нэша и он нанимает Элизу, чтоб найти виновного. Вынужденный принять предложение о должности, Герцог в последний раз помогает Оливеру Фицрою.            |            |                                                  |               |                          |               |               |

### 3 сезон (2023)
| № | № в сезоне | Название                                    | Режиссёр      | Автор сценария           | Дата премьеры   | Зрители (млн) |
| --- | ---------- | ------------------------------------------- | ------------- | ------------------------ | --------------- | ------------- |
| 13 | 1          | «Исчезновение» «The Vanishing»              | Стив Хьюз     | Рэйчел Нью и Бен Эдвардс | 8 января 2023   | н/д           |
| Элизу нанимают расследовать исчезновение фокусника. Уильям также работает над делом и пытается пресечь утечку информации о деле в прессу.                                                                   |            |                                             |               |                          |                 |               |
| 14 | 2          | «Арабелла» «Arabella»                       | Стив Хьюз     | Сара-Луиза Хоукинс       | 15 января 2023  | н/д           |
| Уильям и Элиза расследуют серию краж в местном ресторане. Элиза встречает врага своего детства — Арабеллу, и подозревает её в причастности преступления.                                                    |            |                                             |               |                          |                 |               |
| 15 | 3          | «Отель св. Марка» «Hotel St Marc»           | Рэйчел Нью    | Бен Эдвардс и Рэйчел Нью | 22 января 2023  | н/д           |
| Элиза выслеживает афериста, полагая, что наконец-то нашла самого разыскиваемого человека Скотланд-Ярда. |            |                                             |               |                          |                 |               |
| 16 | 4          | «Родословная» «Bloodline»                   | Иван Живкович | Бен Эдвардс и Рэйчел Нью | 29 января 2023  | н/д           |
| Детектив Фицрой нанимает Элизу для расследования дела о коррупции в полиции. |            |                                             |               |                          |                 |               |
| 17 | 5          | «Наследник» «The Heir»                      | Стив Хьюз     | Дэн Мюрден               | 5 февраля 2023  | н/д           |
| Элиза вот-вот заработает деньги, которые изменят её жизнь, когда она предлагает помочь наследнику невостребонного состояния.                                                                                |            |                                             |               |                          |                 |               |
| 18 | 6          | «Жемчужина севера» «The Jewel of the North» | Стив Хьюз     | Бен Эдвардс и Рэйчел Нью | 12 февраля 2023 | н/д           |
| Элиза, Нэш, Моисей и Герцог получили по почте бомбы. Тем временем, было совершено ограбление в поезде «Жемчужина севера», идущего из Ливерпуля в Лондон. Кто прислал бомбы и как это связано с ограблением? |            |                                             |               |                          |                 |               |

### 4 сезон (2024)
| № | № в сезоне | Название                               | Режиссёр     | Автор сценария           | Дата премьеры   | Зрители (млн) |
| --- | ---------- | -------------------------------------- | ------------ | ------------------------ | --------------- | ------------- |
| 19 | 1          | «Элизиум» «Elysium»                    | Нимер Рашед  | Рэйчел Нью и Бен Эдвардс | 7 января 2024   | н/д           |
| Элиза взяла на себя управление лондонским офисом агентства Нэша, однако все сотрудники, кроме одного, ушли в знак протеста. Она помогает Герцогу расследовать ограбление «элитного джентельменского клуба». |            |                                        |              |                          |                 |               |
| 20 | 2          | «На шесть футов ниже» «Six Feet Under» | Нимер Рашед  | Сара-Луиза Хоукинс       | 14 января 2024  | н/д           |
| Один из друзей мистера Поттса убит, и он обращается к мисс Скарлет, поскольку полиция перегружена делами.                                                                                                   |            |                                        |              |                          |                 |               |
| 21 | 3          | «Начало» «Origins»                     | Рэйчел Нью   | Бен Эдвардс и Рэйчел Нью | 21 января 2024  | н/д           |
| Герцог находится в коме после стрельбы. Показывают воспоминания, как он познакомился с Элизой и как они расследуют своё первое убийство вместе.                                                             |            |                                        |              |                          |                 |               |
| 22 | 4          | «Алмазное перо» «The Diamond Feather»  | Нимер Рашед  | Рэйчел Нью и Бен Эдвардс | 28 января 2024  | н/д           |
| Нэш возвращается в Лондон и критикует управление мисс Скарлет его агентством. Тем временем, было украдено алмазное перо адмирала Нельсона.                                                                  |            |                                        |              |                          |                 |               |
| 23 | 5          | «Вызов» «The Calling»                  | Рэйчел Нью   | Дэн Мюрден               | 4 февраля 2024  | н/д           |
| Элиза и Нэш пытаются сработаться в общем деле о причине взрыва газа в телефонной компании. |            |                                        |              |                          |                 |               |
| 24 | 6          | «Беглец» «The Fugitive»                | Милош Кодемо | Бен Эдвардс и Рэйчел Нью | 11 февраля 2024 | н/д           |
| Нэш скрывается из-за обвинений в убийстве. Элиза выясняет, что жертва была свидетельницей убийства брата Нэша.                                                                                              |            |                                        |              |                          |                 |               |

### 5 сезон (2025)
| №  | № в сезоне | Название                                      | Режиссёр   | Автор сценария | Дата премьеры   | Зрители (млн) |
| -- | ---------- | --------------------------------------------- | ---------- | -------------- | --------------- | ------------- |
| 25 | 1          | «Соперник» «The Rival»                        | Неизвестно | Неизвестно     | 12 января 2025  | н/д           |
| 26 | 2          | «Гильдия» «The Guild»                         | Неизвестно | Неизвестно     | 19 января 2025  | н/д           |
| 27 | 3          | «Жнец Темзы» «The Thames Reaper»              | Неизвестно | Неизвестно     | 26 января 2025  | н/д           |
| 28 | 4          | «Сделка» «The Deal»                           | Неизвестно | Неизвестно     | 2 февраля 2025  | н/д           |
| 29 | 5          | «Зачарованное зеркало» «The Enchanted Mirror» | Неизвестно | Неизвестно     | 9 февраля 2025  | н/д           |
| 30 | 6          | «Опасные связи» «Dangerous Liaisons»          | Неизвестно | Неизвестно     | 16 февраля 2025 | н/д           |

## Производство
Первый сезон снимался в Дублине. Начиная со второго сезона производство перенесено в Белград, Сербия.